# امبوهیدرونانو
امبوهیدرونانو (به لاتین: Ambohidronono) یک سکونتگاه مسکونی در ماداگاسکار است که در آلائوترا-مانگورو واقع شده‌است.

## خصوصیات
امبوهیدرونانو ۸٬۰۰۰ نفر جمعیت دارد و ۸۹۳ متر بالاتر از سطح دریا واقع شده‌است.